# Pepe Soares
José Manoel Soares (30 de enero de 1908-24 de octubre de 1931), conocido como Pepe, fue un futbolista portugués. Durante su breve carrera, jugó como delantero para el CF Belenenses y la selección nacional de Portugal, y fue considerado por muchos como el mejor jugador portugués de la época. A pesar de la corta edad a la que murió, Pépe ganó dos Campeonatos de Portugal (Taça de Portugal) y tres Campeonatos de Lisboa.

## Biografía
José Manuel Soares Louro, más conocido como "Pepe", nació en una familia pobre en el número 17 de la Rua do Embaixador, en Belém, al oeste de Lisboa, el 30 de enero de 1908.

## Club
A los 18 años, Pepe hizo su primera aparición en Belenenses el 28 de febrero de 1926 contra Benfica, entrando al partido en el minuto 75 con Belenenses 4-1 abajo. En los siguientes 13 minutos, Belenenses anotó tres goles, empatando el partido en 4-4. En el último minuto, Benfica fue sancionado por una falta en el área de penalti. Sin que ninguno de Os Belenenses se adelantara para ejecutar el penalti, Pepe, el novato, fue llamado por su capitán para realizar el tiro y no falló. Belenenses ganó 4-5, dando a luz a la expresión "un cuarto de hora para Belenenses", una expresión que todavía se usa en Portugal.
Soares jugó 140 partidos en su carrera de club, todos con el FC Belenenses. En la temporada 1929/30 del Campeonato de Lisboa, Pépe jugó 14 partidos y marcó 36 goles (un promedio impresionante de 2,57 goles por partido). Esto incluyó un récord de un solo juego de 10 goles marcados en una victoria por 12-1 sobre Bom Sucesso (un récord que se mantiene hasta el día de hoy).

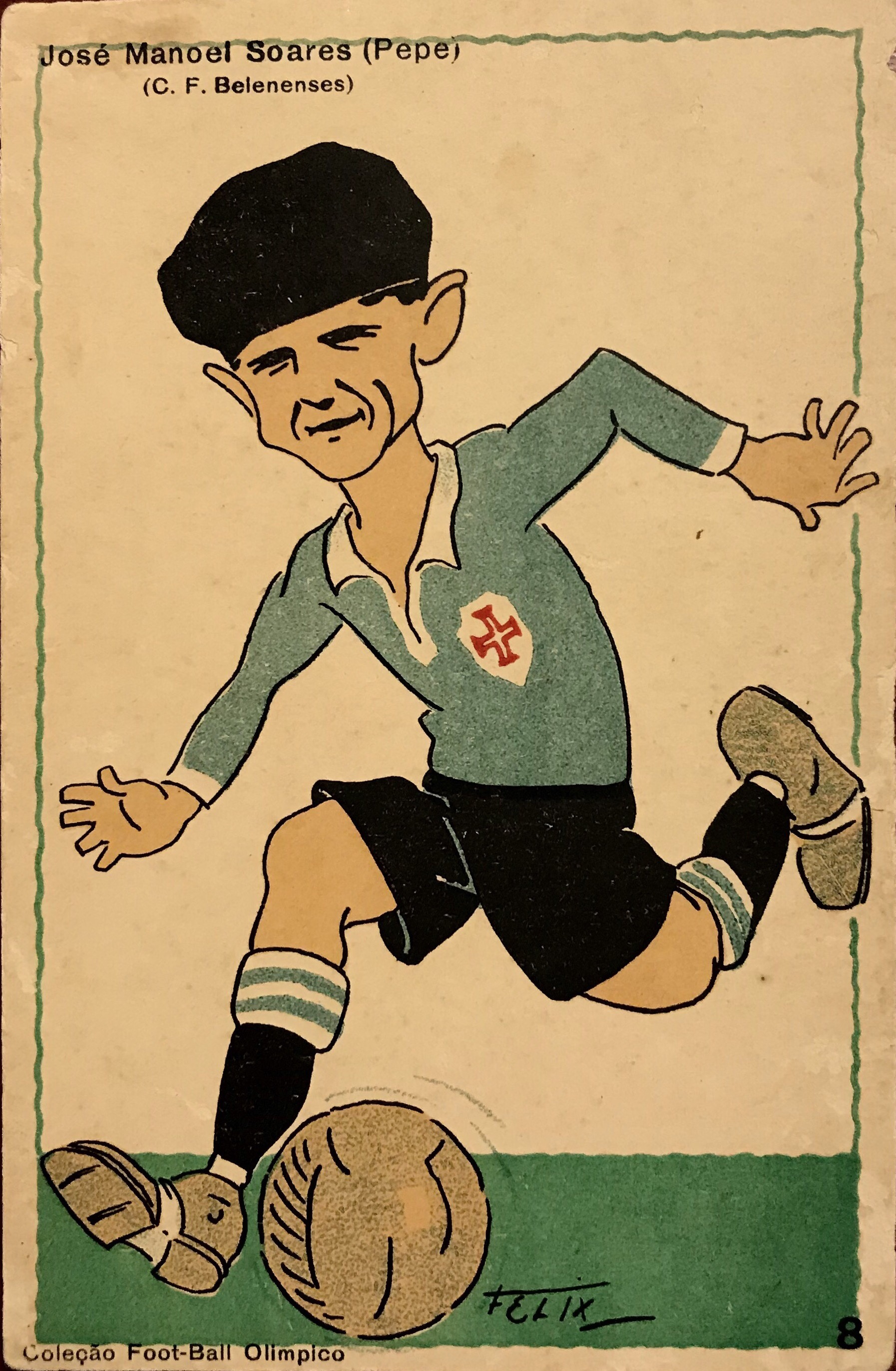
Postal de caricatura de la estrella del CF Belenenses "Pépe" Soares

## Selección de Portugal
Pepe jugó su primer partido internacional con Portugal a los 19 años, en un partido amistoso contra Francia jugado en Lisboa el 16 de marzo de 1927. Pepe anotó dos goles en la victoria por 4-0 de su selección. En total, jugó 14 partidos con la selección portuguesa, marcando 7 goles. Pépe también jugó en el torneo de fútbol de los Juegos Olímpicos de Ámsterdam de 1928. Portugal derrotó a Chile (4–2) y a Yugoslavia (2–1), pero posteriormente perdió con Egipto (1–2) en los cuartos de final. Más tarde, Egipto fue derrotada por Argentina en semifinales y a Italia en el partido por la medalla de bronce. La última aparición de Pepe con el seleccionado luso fue en Oporto el 23 de febrero de 1930 en la victoria de 2–0 sobre Francia.

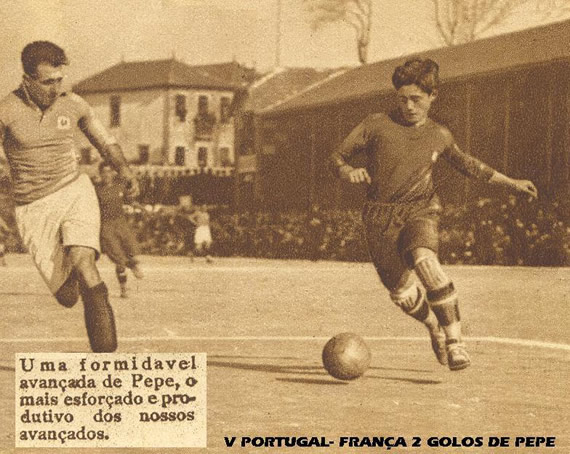
Pépe Soares - debut internacional de Portugal contra Francia, Lisboa, 16 de marzo de 1927

## Muerte
El 23 de octubre de 1931, Pepe se desmayó en el trabajo: trabajaba como tornero, en una época en la que jugar al fútbol en Portugal a menudo no era la única fuente de ingresos. Fue trasladado al Hospital Naval de Lisboa con fuertes dolores abdominales y falleció al día siguiente. Tenía solo 23 años.
Todavía no hay consenso sobre las circunstancias específicas detrás de la muerte de Pepe, que se debió a una intoxicación alimentaria. La historia más conocida habla de un trágico error cometido por su madre mientras preparaba una comida el 22 de octubre, dos días antes de su muerte. La madre de Pépe, que no sabía leer, cambió por error sosa cáustica por sal cuando preparaba chorizos. Al día siguiente, Pépe se llevó un bocadillo que contenía el chorizo para trabajar con él y consumió el compuesto corrosivo. Es de destacar que otros familiares que habían comido la comida también habían sido hospitalizados, pero sobrevivieron, y murió un gato que había consumido el chorizo.

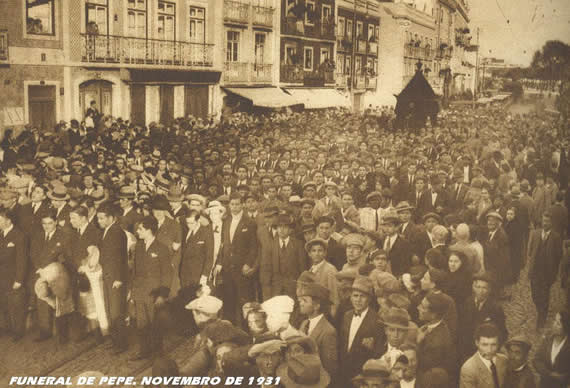
Procesión fúnebre de Pepe en 1931

Su funeral fue un acto de duelo a escala casi nacional. Treinta mil personas acudieron para rendir homenaje a la joven estrella, cuya pérdida conmovió al mundo del deporte portugués. También acudieron asistentes de fuera de Portugal, entre ellos uno de los mayores porteros de la historia del fútbol, el español Ricardo Zamora. Pepe está enterrado en el cementerio de Ajuda (Lisboa).

## Legado

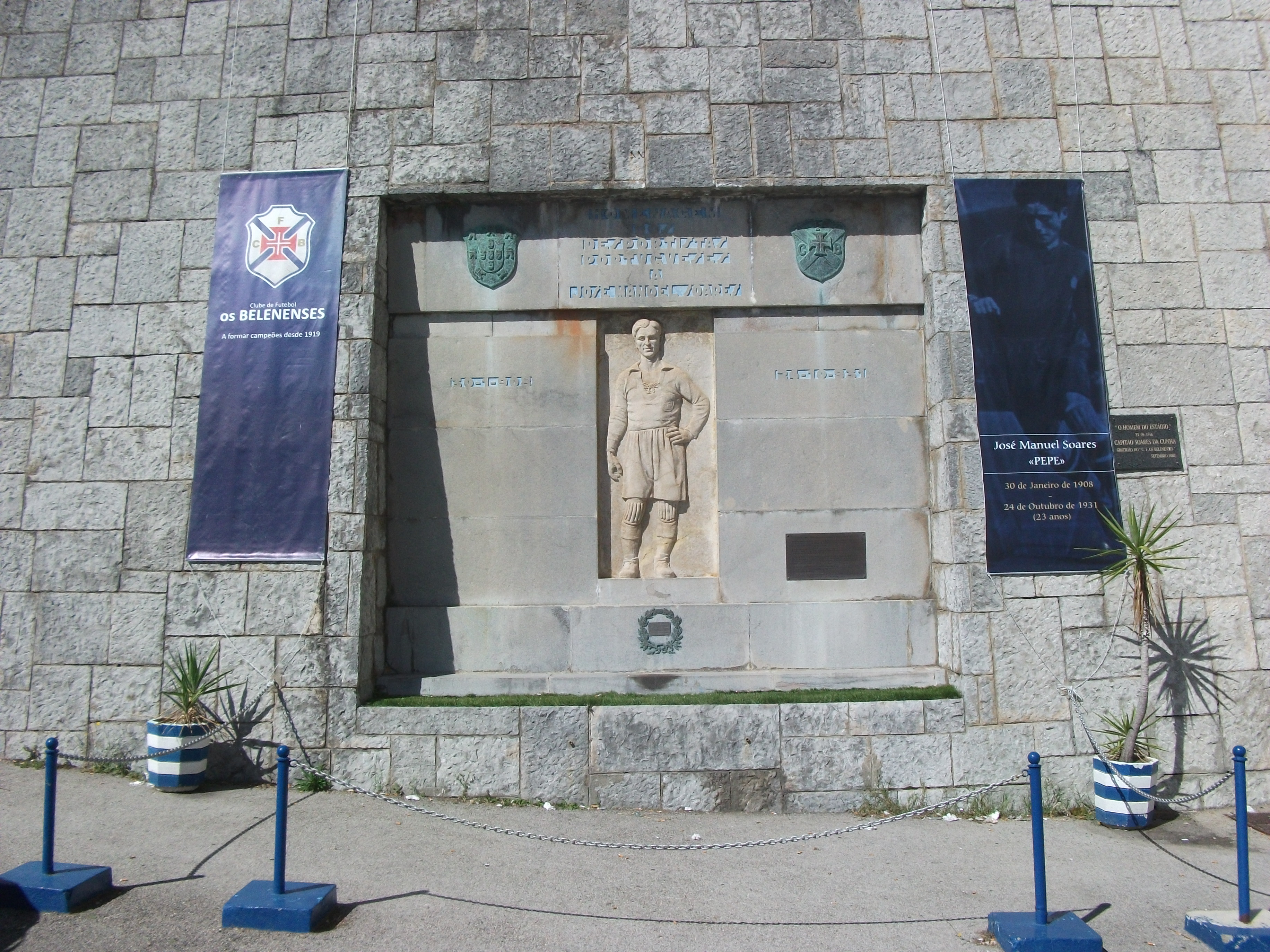
Estatua de José Manoel Soares Pepe

En 1932, un año después de su muerte, Belenenses erigió un monumento a Pépe en el Estadio Salésias de Lisboa. El estadio en sí fue rebautizado más tarde en honor a Pepe. Cuando CF Belenenses se mudó al Estadio del Restelo de Lisboa en 1956, fue instalado el monumento a Pepe en la entrada del estadio. Desde entonces, el FC Porto ha rendido homenaje al jugador, colocando una corona de flores junto al memorial antes de cada duelo con el Belenenses.

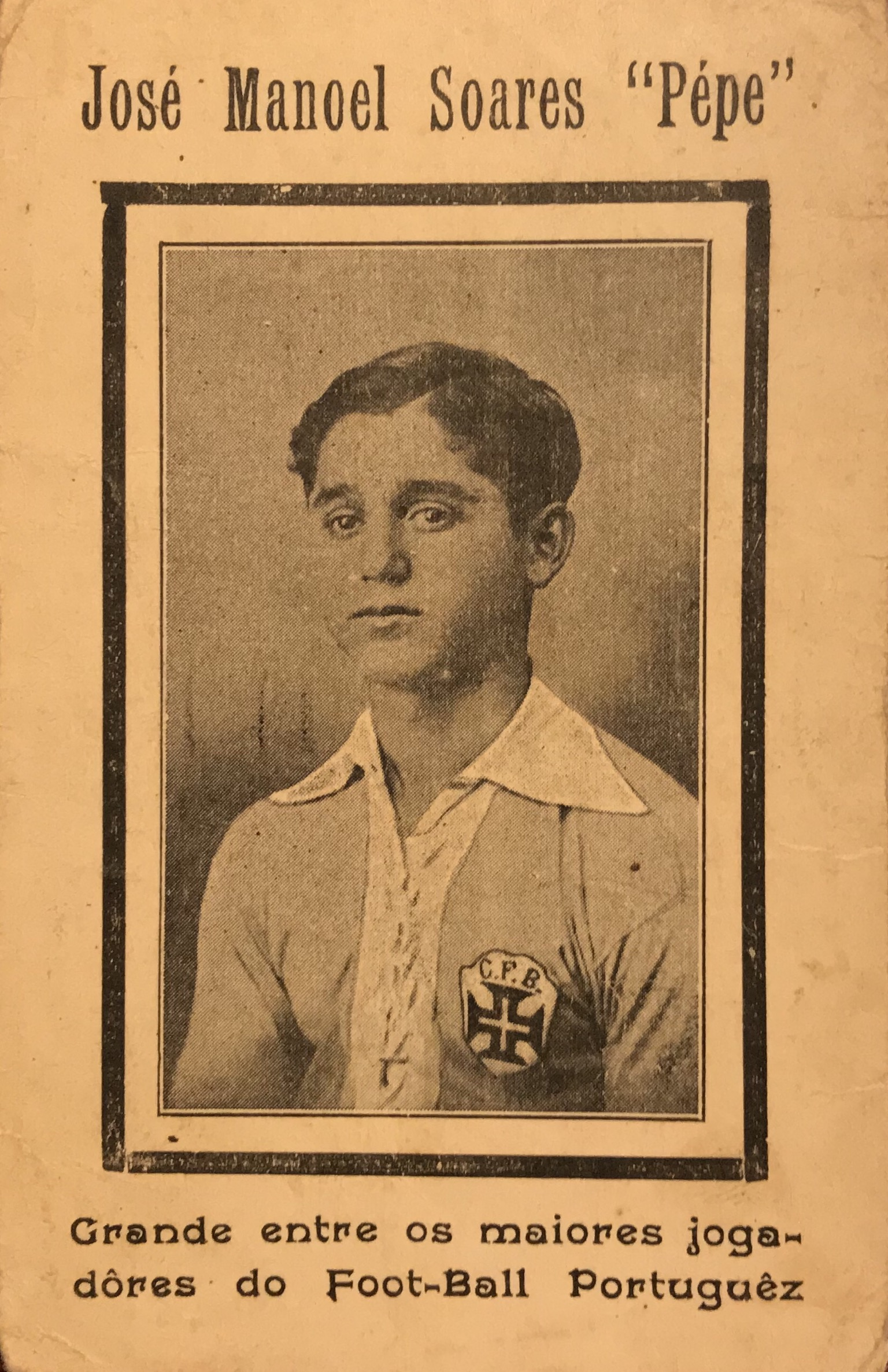
Postal de Portugal del joven futbolista José Manoel Soares Pepe